# Христо Атанасов (политик)
Вижте пояснителната страница за други личности с името Христо Атанасов.
Христо Иванов Атанасов е български политик, председател на Националния съвет на политическа партия Либертас България (ЛБ), народен представител в XXXVI народно събрание (1991 – 1994 г.).

## Биография
Христо Иванов Атанасов е роден на 29 август 1965 г. в град Свиленград. Син е на Иван Атанасов Иванов и Кичка Христова Иванова, има брат – Атанас. През 1990 г. завършва история във Великотърновския университет „Св. св. Кирил и Методий“. През 1999-2001 г. следва международни икономически отношения в Университета за национално и световно стопанство. През януари 1990 г., като студент, е инициатор за възстановяването на Народнолибералната партия (Стефан Стамболов) и е избран за неин говорител и представляващ.
В изборите през 1991 г. е избран за народен представител от Великотърновския район и става депутат от коалиция ПССД (Парламентарен съюз за социална демокрация) в XXXVI народно събрание.
През 1995 – 1998 г. е служител в Министерство на отбраната, като първоначално (1995 – 1997) е референт, отговарящ за двустранното военно сътрудничество с Великобритания и държавите от Северна Европа, а впоследствие е главен експерт в направление НАТО.
През 1998 г. Христо Атанасов напуска министерството на отбраната и създава Център за Европейски контакти, който оглавява. Издава и е главен редактор на вестник „Евромост“. През 2000 г. Христо Атанасов създава своя фирма, работеща в сферата на информационните технологии. До 2004 г. има компютърни клубове. През 2003 г. лансира идеята за създаване на Антикорупционно движение. През 2005 г. създава и регистрира в СЕМ телевизия „Форум“. През 2008 г. телевизия „Форум“ се превръща в интернет телевизия.

## Семейство
Христо Атанасов има две деца:
- Иоанна (р. 1990)
- Мария (р. 1994)